# John Micklethwait
Richard John Micklethwait CBE (* 11. August 1962) ist ein englischer Journalist. Seit Februar 2015 ist er Chefredakteur von Bloomberg News. Davor war er editor-in-chief beim Economist von 2006 bis 2015.

## Leben
Micklethwait absolvierte Ampleforth College (eine independent school) und studierte Geschichte am Magdalen College, Oxford. Er arbeitete zwei Jahre lang für die Chase Manhattan Bank, bevor er 1987 zum Economist wechselte. Dort war er vier Jahre lang Redakteur im Wirtschaftsteil, später für die Vereinigten Staaten, gründete das Büro in Los Angeles, wo er von 1990 bis 1993 arbeitete, und er leitete zwei Jahre lang das New Yorker Büro.
Für seine Verdienste um Journalismus und Wirtschaft wurde Micklethwait 2016 zum Commander of the Order of the British Empire (CBE) erhoben.

## Veröffentlichungen
Gemeinsam mit Adrian Wooldridge schrieb Micklethwait zahlreiche Bücher, darunter:
- The Witch Doctors
- A Future Perfect: the Challenge and Hidden Promise of Globalisation
- The Company – A Short History of a Revolutionary Idea
- The Right Nation: A Study of Conservatism in America
- God is Back
- mit Adrian Wooldridge: The Fourth Revolution: The Global Race To Reinvent The State

## Belege
1. ↑   Birthdays, Guardian Media, 11. August 2014, S. 31
2. ↑  At Bloomberg, John Micklethwait channels an ancient ancestor capitalnewyork.com.
3. ↑  
London Gazette (Supplement). Nr. 61608,  HMSO, London, 11. Juni 2016, S. B9 (Digitalisat, englisch).

| Personendaten    | Personendaten                                   |
| ---------------- | ----------------------------------------------- |
| NAME             | Micklethwait, John                              |
| ALTERNATIVNAMEN  | Micklethwait, Richard John (vollständiger Name) |
| KURZBESCHREIBUNG | englischer Journalist                           |
| GEBURTSDATUM     | 11. August 1962                                 |